# Masdevallia cylix
Masdevallia cylix là một loài thực vật có hoa trong họ Lan. Loài này được Luer & Malo mô tả khoa học đầu tiên năm 1988.